# Igreja Reformada Unida
A Igreja Reformada Unida (IRU) - em inglês United Reformed Church - é uma denominação cristã na Grã-Bretanha, formada em 1972, pela fusão da Igreja Presbiteriana da Inglaterra e da União Congregacional da Inglaterra e País de Gales.

## Crenças

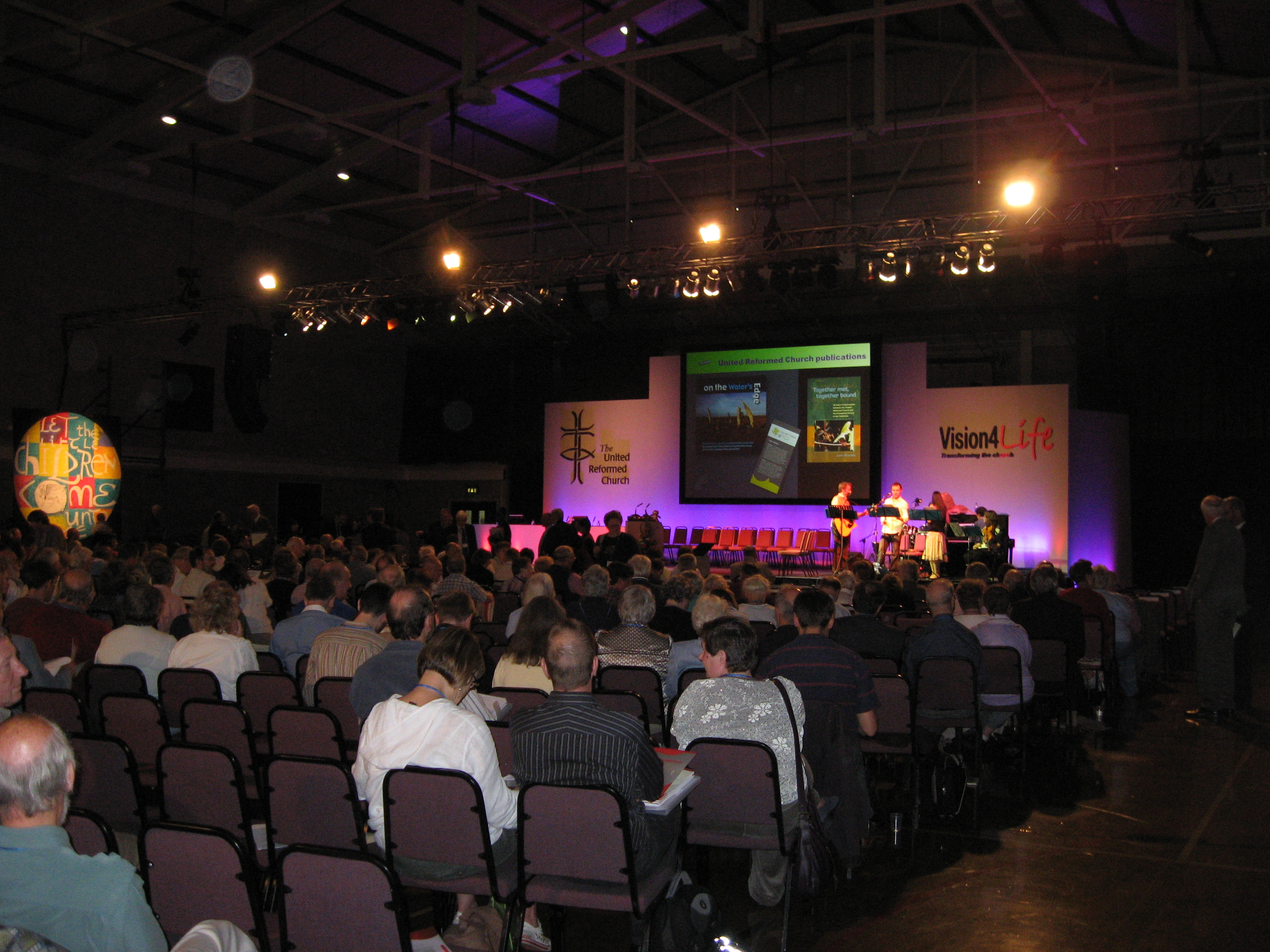
Assembleiq Geral da Igreja Reformada Umida em Manchester, 2007

A IRU é uma igreja trinitária cujas raízes teológicas são calvinista e suas raízes históricas e governamentais são Presbiteriano (reformado), Congregacional e tradições da Igrejas de Cristo. Sua base de União contém "uma declaração sobre a natureza, a fé e a ordem da Igreja Reformada Unida".
Em 2016 a IRU passou a permitir a realização de casamentos entre pessoas do mesmo sexo.

## Estatísticas
| Ano  | Igrejas | Membros |
| ---- | ------- | ------- |
| 2013 | 1.487   | 59.077  |
| 2014 | 1.472   | 58.276  |
| 2015 | 1.447   | 56.086  |
| 2016 | 1.426   | 52.060  |
| 2017 | 1.406   | 49.517  |
| 2018 | 1.383   | 46.881  |
| 2019 | 1.354   | 44.788  |
| 2022 | 1.242   | 35.844  |

Em 2013, a denominação tinha 1.472 igrejas e 58.276 membros.
Em 2022, havia declinado para 1.242 igrejas e 35.844 membros.
Neste período, a denominação perdeu 38,49% dos membros e 15% das igrejas.

## Forma de Governo
A IRU é regido por uma forma combinada de governo Presbiteriano e Congregacional.

### Congregação
Cada congregação (igreja local) no interior da IRU é regido por uma Igreja Assembléia composta por todos os membros que é a decisão final tomada corpo em uma congregação. Há também uma Reunião de Presbíteros (semelhante à Sessão Kirk na Igreja Presbiteriana da Escócia), que aconselha a Igreja Assembléia e partes com o ministro da supervisão espiritual e pastoral da Igreja. Sábios são normalmente eleitos para servir, muitas vezes, por um período de tempo específico.

### Sínodo
A nível regional, os representantes das congregações se reunem em um sínodo. Há 11 sínodos na Inglaterra, cada uma correspondendo aproximadamente a uma região da Inglaterra, e para cada uma das Nações da Escócia e País de Gales. Estes 13 sínodos são cada servido por um moderador. O Sínodo e suas comissões fornecem supervisão no âmbito do sistema político Presbiteriano, dando assistência pastoral e tomam decisões importantes sobre a qual dos ministros servem e como ministrar partes das igrejas. 

### Assembleia Geral
A IRU tem uma Assembléia Geral (com o seu moderador), que reúne representantes de todas as IRU para atender a cada dois anos. Aconselhado pelo Conselho de Missão, planos da Assembléia Geral para atividade da IRU em toda Grã-Bretanha. Ele tomam decisões políticas fundamentais sobre o sentido da vida da denominação. 

## Ecumenismo
A IRU é membro de muitas organizações ecumênicas, incluindo Churches Together, na Inglaterra, Cytun (igrejas em grupo no País de Gales), o Pacto Enfys, a ação dos igrejas em grupos, na Escócia (ACTS) e igrejas em grupo na Grã-Bretanha e da Irlanda, o Conselho Mundial de Igrejas, Conferência das Igrejas Europeias, a Comunidade Protestante de Igrejas na Europa, a Comunhão Mundial das Igrejas Reformadas e ao Conselho Mundial das Missões.